# Luminosité (colorimétrie)
Pour les articles homonymes, voir Clarté et Luminosité (homonymie).

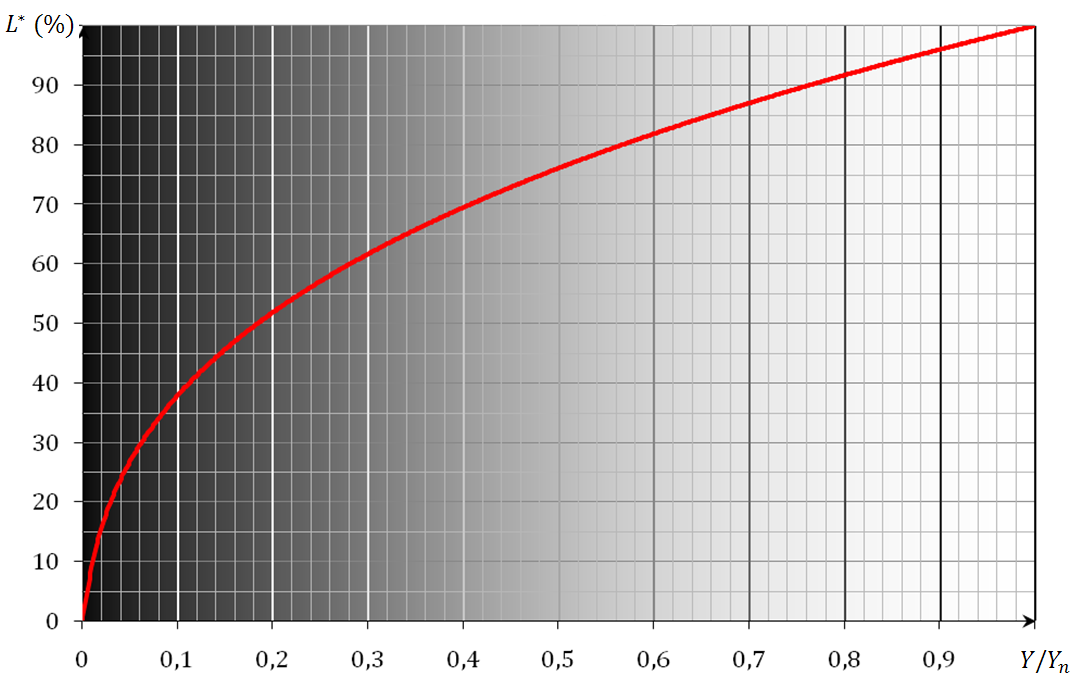
Luminosité CIE L* en fonction de la luminance lumineuse relative Y/Y_{n}.

La luminosité et la clarté, ou leucie, sont des propriétés des couleurs. Le terme luminosité s'applique à des sources de lumière primaire, comme la lumière produite par un téléviseur, tandis que le terme clarté s'applique à des sources de lumière secondaire, comme la lumière réfléchie par une surface éclairée par une lumière définie appelée illuminant. Clarté ou leucie sont synonymes de valeur dans les arts graphiques et dans la description de Munsell.
Ces propriétés évaluent la perception de l'aspect lumineux de la couleur étudiée : plus la couleur est sombre, plus sa luminosité est faible.
La relation de la luminosité avec la luminance lumineuse est simple au premier abord : quand la luminance d'un objet, dans une scène visuelle donnée, augmente, la luminosité augmente ; et réciproquement. Mais elle est difficile à préciser : tous les éléments d'une scène visuelle interagissent et la vision s'adapte aux conditions d'éclairage avec un certain retard ; la luminosité perçue n'est nullement indépendante de l'intensité de la coloration ; la vision humaine reconstitue une couleur d'objet en intégrant les informations venant d'autres parties de la scène visuelle ; et, abstraction faite de ces propriétés, la relation entre la luminance lumineuse et la perception de la luminosité n'est pas linéaire.

## Définition CIE 1976
Pour être difficile à définir avec rigueur, une grandeur qui représente sommairement la luminosité, dans des conditions bien définies d'essai d'un écran ou d'une surface, est d'une grande utilité pratique.
La Commission internationale de l'éclairage (CIE) a défini la luminosité L* à partir de la luminance lumineuse Y de la lumière produite par une source primaire ou secondaire, exprimée en candelas par mètre carré (cd/m²), relativement à la luminance lumineuse Yn du blanc pris comme référence (l'indice « n » signifiant « neutre »). Le rapport Y/Yn est la luminance lumineuse relative. La luminosité prend dans ce cas une valeur comprise entre 0 et 100 (Sève 2009, p. 178) : 
{\displaystyle L^{\star }={\begin{cases}116\cdot \left({\dfrac {Y}{Y_{\mathrm {n} }}}\right)^{1/3}-16&{\text{si }}{\dfrac {Y}{Y_{\mathrm {n} }}}>\left({\dfrac {6}{29}}\right)^{3}=0{,}008\,856\\116\cdot {\dfrac {1}{3}}\cdot \left({\dfrac {29}{6}}\right)^{2}\cdot {\dfrac {Y}{Y_{\mathrm {n} }}}=903{,}3\cdot {\dfrac {Y}{Y_{\mathrm {n} }}}&{\text{sinon}}.\end{cases}}}
Dans le cas d'une source primaire, le blanc de référence est le blanc (généralement l’illuminant D65) le plus lumineux que peut produire la source (téléviseur, projecteur ou autre). Dans le cas d'une source secondaire, le blanc de référence est le blanc produit par une surface en oxyde de magnésium (MgO), matériau possédant un facteur de réflexion de 97,5 %.
Un gris ayant un facteur de réflexion de 18 % (du point de vue photométrique comme du point de vue radiométrique) aura une luminosité d'environ 50 %.
| 0 % |  |  |  |  | 50 % |  |  |  |  | 100 % |
|     |  |  |  |  |      |  |  |  |  |       |

Cette valeur est assez représentative de la luminosité d'une surface
- de petites dimensions (on calcule la luminance soit pour une surface interceptant un angle de 2°, soit pour une surface interceptant un angle de 10°) ;
- peu colorée, le calcul négligeant le phénomène de Helmholtz–Kohlrausch ;
- examinée sur un fond neutre de grandes dimensions ;
- dans les conditions de luminosité de la vision photopique (diurne) ;
- vue à proximité de l'axe de la vision ;
- avec un sujet adapté aux conditions de lumière de l'examen, après plusieurs minutes.

Elle est d'un usage beaucoup plus pratique que les autres relations donnant la luminosité, et s'est, pour cette raison, imposée malgré ses insuffisances dans la pratique colorimétrique (Sève 2009, p. 180-181).
L'objet des évaluations colorimétriques, en effet, est en général la comparaison de deux lumières de coloration proches. Il y a assez peu de discussions pour savoir à quel point un bleu foncé est proche d'un rose ; mais un fabricant de peintures peut vouloir vérifier des différences entre deux nuances proches, ou entre deux productions visant la même nuance. Dans ce cadre, on peut donner raisonnablement une tolérance sur la luminosité constante sur l'ensemble de l'échelle, par exemple 1 point, que la couleur soit claire ou sombre.

## Loi du contraste simultané
La loi du contraste simultané constate que la perception d'une couleur dépend de celles qui lui sont contigües. Elle s'applique, en particulier, aux surfaces qui ne diffèrent que par la luminosité.

La luminosité perçue de deux plages de couleur paraît plus différente lorsqu'on les observe juxtaposées que lorsqu'on les observe séparément, sur un fond neutre commun.
Par conséquent, des plages de petites dimensions de même luminance semblent plus claires sur fond sombre que sur fond clair.
Les deux petits carrés l'un au-dessus de l'autre dans le secteur de droite ont la même luminance, et apparaissent aussi clairs l'un que l'autre, car ils sont vus sur le même fond clair. Le carré foncé en bas à droite semble presque aussi foncé que le grand carré à gauche. Mais il a la même luminance que le petit carré au milieu du grand carré à gauche, qui semble bien plus clair, parce qu'il est sur un fond sombre.
Pour tenir compte de cet effet dans l'évaluation de l'apparence des surfaces, la Commission internationale de l'éclairage a publié en 2002 le modèle CAM (Color Appearance Modeling, en français Modélisation de l'apparence des couleurs).

## Phénomène de Helmholtz-Kohlrausch
Le phénomène de Helmholtz-Kohlrausch concerne la luminosité et la coloration. Il perturbe un postulat fondamental de la colorimétrie : l'additivité des impressions lumineuses, à la base de la synthèse additive des couleurs.

À luminance égale, la luminosité perçue d'une lumière colorée augmente avec la pureté.
L'effet dépend de la teinte. La variation atteint un facteur 2 par rapport à la luminance (Sève 2009, p. 185).
Les deux grands carrés ont la même luminance (7,25 %). Les deux petits carrés centraux ont également la même luminance (10 %). D'après les évaluations de la méthode de l'Optical Society of America, la luminance du carré de droite doit être corrigée par un facteur d'1,7, et celle du carré de droite par un facteur d'1,1. Leurs luminosités sont donc respectivement de 42,7 % et de 33,9 % ; la luminosité du petit carré est intermédiaire à 37,8 % (Sève 2009, p. 184).
Ce phénomène oblige, quand on a à comparer précisément des surfaces ou des lumières colorées, à effectuer des corrections, pour lesquelles il existe plusieurs méthodes, adoptées par diverses organisations professionnelles et de normalisation.

## Non-linéarité de la perception de la luminosité
Au XIXe siècle, Helmholtz a constaté la non-linéarité de la perception de la clarté, qu'il a pu vérifier avec des dispositifs expérimentaux. D'après ses essais, l'augmentation de l'intensité de la lumière dans une proportion donnée aboutit à la même différence perçue d'intensité. Cette évaluation aboutit à la loi de Weber-Fechner, selon laquelle, en général, la perception suit une loi logarithmique. Richter, en 1962, suit cette ligne de pensée dans une formule de calcul de la clarté à partir de la luminance relative, utilisée dans une norme allemande (Sève 2009, p. 181).
Au XXe siècle, Munsell établit une courbe régie par une équation polynomiale du cinquième degré.
Les évaluations de la perception sont essentiellement imprécises, puisqu'on ne peut mesurer, dans une relation très indirecte, avec beaucoup de variabilité entre sujets, que les réactions de sujets variés à un stimulus. Il en ressort un nuage de points auquel peuvent correspondre plusieurs types de courbes. On peut d'autre part transformer, par une série de Taylor, la fonction logarithme en polynôme. Le choix de la formule relève donc de principes d'explication généraux. Au XIXe siècle, les savants allemands recherchaient un principe simple et unificateur ; la progression géométrique et les logarithmes correspondaient à leur attente. Au XXe siècle, les chercheurs américains rejettent ce principe et publient des polynômes qui ajustent la courbe à des résultats expérimentaux, tandis que selon Stanley Smith Stevens, les perceptions sont toujours liées au stimulus par une loi de puissance, dont l'exposant pour la luminosité en vision photopique est de 0,44, et 0.33 en vision scotopique, théorie contestée par d'autres auteurs (Le Grand 1972, p. 141).
Toutes les formules doivent admettre un arrangement au pied de courbe, pour les luminances inférieures à un certain seuil, à partir duquel le bruit de fond du système visuel (Eigengrau) a trop d'influence (Gregory 2000, p. 95).

### Établissement des courbes de luminosité
On suppose, pour simplifier, que la luminosité perçue est indépendante de la chromaticité (ce qui n'est pas le cas en réalité), et on examine des lumières blanches sur un fond de luminosité moyenne.
Méthode de la différence juste perceptible
On recherche, pour divers niveaux de lumière, se détachant toujours à peu près identiquement du fond, quelle est la plus petite différence de luminosité que l'on peut observer entre deux plages. On établit la courbe par intégration, considérant la « quantité de perception » comme la juxtaposition de ces différences successives.
- En comparaison directe, on présente deux plages dont le sujet peut faire varier la luminosité, généralement par variation de distance de la source de lumière, sur un fond éclairé uniformément avec une luminosité nettement différente.
- En raison de la loi des contrastes simultanés, la différence est plus perceptible si les plages sont contiguës. Cette méthode peut donc donner deux séries de résultats, selon que les plages à comparer sont séparées ou non.
- Par papillotement, on évite l'effet du contraste simultané, qui joue en tous cas avec le fond, en faisant alterner rapidement les deux lumières à comparer. On recherche la fréquence d'alternance qui provoque le plus d'impression de papillottement (« flicker » en anglais), puis on recherche la différence de lumière pour laquelle ce papillotement est à peine visible.

Méthode de la médiane
On fabrique un disque en papier noir dont un secteur est blanc. Quand on fait tourner ce disque très rapidement, le sujet voit un gris. On lui demande d'ajuster la plage blanche pour que le gris soit à mi-clarté entre le blanc et le noirs, vus en référence. On constate immédiatement que la perception de la clarté n'est pas linéaire : tous les sujets jugent le gris obtenu avec les deux secteurs égaux trop clair. Le gris moyen varie entre 16 % et 22 %, avec une moyenne de 19%. Ce gris étant déterminé, on peut refaire l'expérience avec ce gris et le noir et avec ce gris et le blanc (Le Grand 1972, p. 140). On peut procéder de même avec des lumières.
Méthode de jugement direct
On demande au sujet d'évaluer la luminosité relative de deux lumières, comme on pourrait lui demander d'évaluer la longueur de deux bâtons. Cette méthode, chère à Stanley Smith Stevens, intègre le sens du nombre du sujet et sa perception physiologique de la luminosité.
Ces cinq méthodes donnent des résultats différents.  Dans tous les cas, les variations d'une personne à l'autre sont assez importantes. Les performances s'améliorent avec l'apprentissage ; on ne peut donc comparer que des sujets soit spécialistes, comme les professionnels de l'image, soit néophytes, et on ne peut demander un grand nombre d'évaluations à la même personne. À l'époque de l'établissement des courbes, aucun chercheur n'avait réalisé ces études avec un grand nombre de sujets, et l'incidence des différences de genre et d'ethnicité n'avait pas été étudiées.
En définitive, les conventions privilégient le calcul le plus simple qui permette d'arriver à une évaluation « assez bonne » (« good enough » en anglais). Hunter a proposé d'évaluer la luminosité perçue à la racine carrée de la luminance ; quelques années plus tard la CIE a adopté la racine cubique.

### Seuils différentiels
Le plus petit écart de luminance perceptible varie selon le domaine scotopique, mésopique ou photopique. Dans le domaine photopique, il est à peu près constant à 1 % ou un peu moins (Sève 2009, p. 121).
Pour une clarté supérieure au seuil inférieur, cette différence juste perceptible est d'environ (1 − ∛0,99), soit à peu près 0,5 unité sur la valeur de L*.

## Beaux-arts
Dans le domaine de la peinture, « luminosité » et « clarté » sont deux notions bien différentes, bien qu'ils concernent l'un et l'autre l'apparence d'une surface colorée. « Sur le plan des sensations picturales, « oh ! Comme c'est lumineux ! » ne signifie pas la même chose que : « oh ! Comme c'est clair ! » ». Comme de nombreux autres termes liés à l'esthétique, ils n'ont pas de définition rigoureuse. La luminosité du rendu d'une peinture est en rapport avec l'opacité de la couche. Une couche transparente, qui laisse voir les couches sous-jacentes, donne une impression de luminosité, autant en rapport avec la scène qu'évoque la surface peinte, qu'avec les caractéristiques de la lumière que celle-ci réfléchit.